# Sebastián Quintana (calciatore 2003)
Víctor Sebastián Quintana Herrera (6 marzo 2003) è un calciatore paraguaiano, centrocampista del Olimpia.

## Caratteristiche tecniche
È un centrocampista difensivo.

## Carriera

### Club
Quintana è cresciuto nel settore giovanile del Olimpia dove ha debuttato il 17 luglio 2022 nell'incontro di División Profesional vinto 2-0 contro il Guaraní. Ha segnato il suo primo gol in carriera il 12 giugno 2023 nel successo interno per 4-1 contro il Resistencia.

### Nazionale
Nel gennaio del 2023, è stato incluso nella lista dei convocati della nazionale Under-20 per il Campionato sudamericano di calcio Under-20 2023 organizzato in Colombia.

## Statistiche
Statistiche aggiornate al 26 aprile 2024.

### Presenze e reti nei club
| Stagione        | Squadra         | Campionato      | Campionato | Campionato | Coppe nazionali | Coppe nazionali | Coppe nazionali | Coppe continentali | Coppe continentali | Coppe continentali | Altre coppe | Altre coppe | Altre coppe | Totale | Totale | Totale |
| Stagione        | Squadra         | Comp            | Pres       | Reti       | Comp            | Pres            | Reti            | Comp               | Pres               | Reti               | Comp        | Pres        | Reti        | Pres   | Reti   |        |
| --------------- | --------------- | --------------- | ---------- | ---------- | --------------- | --------------- | --------------- | ------------------ | ------------------ | ------------------ | ----------- | ----------- | ----------- | ------ | ------ | ------ |
| 2022            | Olimpia         | PD              | 5          | 0          |                 | -               | -               | CL+CS              | 0                  | 0                  |             | -           | -           | 3      | 0      |        |
| 2023            | Olimpia         | PD              | 17         | 1          | CP              | 0               | 0               | CL                 | 0                  | 0                  |             | -           | -           | 16     | 1      |        |
| 2024            | Olimpia         | PD              | 5          | 1          |                 | -               | -               | CS                 | 1                  | 0                  |             | -           | -           | 6      | 1      |        |
| Totale carriera | Totale carriera | Totale carriera | 27         | 2          |                 | 0               | 0               |                    | 1                  | 0                  |             | -           | -           | 28     | 2      |        |

## Palmarès

### Club

#### Competizioni nazionali
- Campionato paraguaiano: 1

Olimpia: Clausura 2022